# Mad Crowd
«Mad Crowd» («Мэд крауд») — экстремистская группировка НС-скинхедов, возглавлявшаяся Русланом Мельником, Алексеем Воеводиным и Дмитрием Боровиковым. Существовала в Санкт-Петербурге с 9 августа 2002 года по 15 июля 2003 года. Идеологической платформой был национал-социализм. Члены группировки впоследствии совершали убийства на расовой почве, в том числе убийство 8-летней девочки Хуршеды Султоновой.

## Акции
Первыми акциями стали избиения двух китайских студентов на станции метро «Достоевская» в Санкт-Петербурге 19 октября 2002 года и нападение на гражданина Армении 21 декабря того же года на платформе Александровская.
6 апреля 2003 года они осуществили нападение на кафе McDonald’s (Невский пр. 45) и кафе «Три ступени».

## Аресты и осуждения
14 декабря 2005 года 6 членов группировки оказались на скамье подсудимых и были приговорены к различным срокам заключения:
1. Павел Дешивков — 3 года
2. Алексей Березин — 2 года условно
3. Дмитрий Коробейников — 2 года
4. Юрий Иванов — 2 года
5. Кирилл Милорадов — 3 года
6. Алексей Воеводин — 3 года (с 2012 года пожизненно).

Также в состав группировки входили Дмитрий Боровиков и Руслан Мельник, которым на тот момент удалось скрыться от правосудия. На момент судебного разбирательства члены группировки создали законспирированную террористическую организацию, известную как «Боевая террористическая организация».
В 2011 году 12 членов группировки «Mad Crowd» были признаны судом присяжных виновными в совершении ряда убийств, в том числе и Хуршеды Султоновой, бандитизме, незаконном хранении оружия. Два члена банды — Алексей Воеводин и Артём Прохоренко — были приговорены к пожизненному лишению свободы, другие получили от 3 до 18 лет лишения свободы, несколько человек были приговорены к лишению свободы условно.